# 1848 год в театре
1848 год в театре

## События
- Во Владимире основан первый городской театр.

### Постановки
- В Королевском балете Дании и в Большом театре Варшавы ставится балет «Жизель».
- Жан-Антуан и Мариуса Петипа ставят на сцене петербургского Большого театра свою версию балета Наполеона Ребера и Франсуа Бенуа «Сатанилла, или Любовь и ад» (Фабио — Мариус Петипа).
- В московском Большом театре ставится опера Фроманталя Галеви «Мушкетёры королевы[фр.]» (режиссёр Павел Щепин).
- премьера балета Жюля Перро «Четыре времени года» на музыку Цезаря Пуни (Королевский театр в Хеймаркете, Лондон; в главных ролях Карлотта Гризи,Мария Тальони, Фанни Черрито, Каролина Розати).
- 12 февраля — премьера балета Жюля Перро «Фауст» на музыку Джакомо Паницца[итал.] (театр «Ла Скала», Милан; Маргарита — Фанни Эльслер, Мефистофель — Жюль Перро).
- 19 октября — премьера балета Жюля Перро «Мечта художника» (Большой театр, Санкт-Петербург).
- 20 октября — Артур Сен-Леон переносит в Париж, на сцену Театра Ле Пелетье свой балет «Маркитантка[англ.]» (1844).
- 11 ноября — премьера комической оперы Фроманталя Галеви «Андоррская долина[англ.]», либретто Анри де Сен-Жоржа (Опера-Комик, Париж). Спектакль имел огромный успех и выдержал 165 представлений.
- 23 ноября — Мариус Петипа переносит в Москву, на сцену Большого театра свою постановку «Пахиты» (Пахита — Елена Андреянова, Люсьен — Мариус Петипа).
- 21 декабря — Жюля Перро переносит в Петербург, на сцену Большого театра, свой балет «Эсмеральда» (1844).

## Деятели театра
- 28 апреля Рихард Вагнер завершил партитуру оперы «Лоэнгрин».
- сентябрь — Оноре де Бальзак опубликовал пьесу «Делец[фр.]».
- Иван Тургенев написал пьесы «Где тонко, там и рвётся» и «Нахлебник».
- Тимофей Стуколкин принят в петербургскую балетную труппу.
- Луи Мерант дебютирует в Париже, на сцене Театра Ле Пелетье.

### Родились
- 13 [25] января, Москва — Екатерина Вазем, артистка балета и педагог, солистка Мариинского театра.
- 16 мая, Булонь-сюр-Мер — Коклен-младший, драматический актёр и мастер декламации, артист «Комеди Франсэз».
- 11 [23] мая, Санкт-Петербург — Константин Варламов, драматический актёр.
- 11 октября, Митава — Адольф Алунан, латышский актёр, режиссёр и драматург, основатель латышского театра.

### Скончались
- 28 [16] марта, Москва — Павел Мочалов, драматический актёр, артист Малого театра.
- 8 апреля, Бергамо — Гаэтано Доницетти, композитор, автор 74 опер.
- 8 июля [26 июня], Санкт-Петербург — Авдотья Истомина, балерина, солистка петербургской балетной труппы.
- 10 июля, Дрезден — Каролина Ягеман, актриса и оперная певица, директор Веймарской оперы
- 28 октября, Львов — Станислав Скарбек, театральный меценат, строитель «Театра Скарбека» во Львове.